# Böhl-Iggelheim
Böhl-Iggelheim é um município da Alemanha localizado no distrito de Rhein-Pfalz-Kreis, estado da Renânia-Palatinado.